# Ternat, Belgien

Ternats vapen.

Ternats läge inom provinsen Vlaams-Brabant.

Ternat är en kommun i provinsen Vlaams-Brabant i regionen Flandern i Belgien. Ternat hade 15 142 invånare den 1 januari 2013.